# Maaziz
Maaziz (franska: Maaziz (CR), Maaziz (Commune Rurale), arabiska: عين جوهرة) är en kommun i Marocko.   Den ligger i provinsen Khémisset och regionen Rabat-Salé-Kénitra, i den norra delen av landet, 60 km sydost om huvudstaden Rabat. Antalet invånare är 2 981.